# Traveling Wilburys Vol. 3
Traveling Wilburys Vol. 3 – album muzyczny, nagrany w kwietniu i maju 1990 roku przez supergrupę Traveling Wilburys, w skład której wchodzili: Jeff Lynne, George Harrison, Bob Dylan i Tom Petty.
Wykonawcy wystąpili pod nowymi pseudonimami braci Wilbury: Spike'a (Harrison), Claytona (Lynne), Boo (Dylan), i Muddy'ego (Petty).
Album odniósł mniejszy sukces niż poprzedni, niemniej w USA album doszedł do 11. pozycji na liście najlepiej sprzedających się płyt i uzyskał status platynowej płyty. 
Płytę zadedykowano pamięci Lefty'ego Wilbury - Roya Orbisona, członka pierwszego składu grupy, który zmarł na atak serca 6 grudnia 1988 roku.

## Spis utworów
1. She's My Baby – 3:14
2. Inside Out – 3:36
3. If You Belonged To Me – 3:13
4. The Devil's Been Busy – 3:18
5. 7 Deadly Sins – 3:18
6. Poor House – 3:17
7. Where Were You Last Night? – 3:03
8. Cool Dry Place – 3:37
9. New Blue Moon – 3:21
10. You Took My Breath Away – 3:18
11. Wilbury Twist – 2:56

## Skład
- Clayton Wilbury (Jeff Lynne): keyboard, gitara akustyczna, gitara basowa, śpiew
- Spike Wilbury (George Harrison): gitara akustyczna, gitara elektryczna, mandolina, sitar, śpiew
- Muddy Wilbury (Tom Petty): gitara akustyczna, gitara basowa, śpiew
- Boo Wilbury (Bob Dylan): gitara akustyczna, harmonijka ustna, śpiew

oraz:
- Jim Keltner: perkusja i instrumenty perkusyjne
- Jim Horn: saksofony
- Ray Cooper: instrumenty perkusyjne
- Gary Moore: gitara